# Markus Mode
Markus Mode (* 1954 in Halle (Saale)) ist ein deutscher Archäologe und Kunsthistoriker, der auf Archäologie und Kunst Mittelasiens spezialisiert ist. Er war außerplanmäßiger Professor an der Martin-Luther-Universität Halle-Wittenberg.

## Leben
Markus Mode ist der Sohn des Orientalisten und Experten für indische Kunst Heinz Mode, der Professor an der Universität Halle war. Er selbst studierte in Halle Orientarchäologie und schloss 1980 mit einer Diplomarbeit zu Verzierungen auf Keramik der urgeschichtlichen Kulturen des Niltals ab. Seit 1983 war er Assistent am Institut für Orientalische Archäologie der Universität Halle (unter Burchard Brentjes). Mit der Dissertation Untersuchungen zu den Ausgrabungen der Deutschen Orient-Gesellschaft in Tell el-Amarna 1907 und 1911 bis 1914 anhand der Materialien in den Staatlichen Museen zu Berlin/DDR promovierte er 1984 zum Dr. phil.
Er habilitierte sich 1991 mit einer Schrift zu sogdischen Historiengemälden des 7. Jahrhunderts aus Alt-Samarqand. Ab 1998 lehrte er an der Universität Halle als außerplanmäßiger Professor für Archäologie und Kunst Mittelasiens. 2020 ging er in den Ruhestand, womit das Fach Mittelasiatische Archäologie in Halle wegfiel.
Seine Forschungsthemen sind Archäologie und Kunst des vorislamischen Mittelasiens, sogdische Kunstgeschichte und Archäologie der frühen eurasischen Nomaden.

## Schriften (Auswahl)
- Sogdien und die Herrscher der Welt. Türken, Sasaniden und Chinesen in Historiengemälden des 7. Jahrhunderts n. Chr. aus Alt-Samarqand  (= Europäische Hochschulschriften. Reihe 28. Band 162). Lang, Frankfurt am Main u. a. 1993, ISBN 3-631-45919-X (zugleich Habilitationsschrift, Halle 1991).
- als Herausgeber mit Walter Beltz: Spurensuche in der Vorderasienarchäologie (= Hallesche Beiträge zur Orientwissenschaft. Band 21). Halle 1996.
- als Herausgeber: Zwischen Nil und Hindukusch. Archäologie im Orient (= Hallesche Beiträge zur Orientwissenschaft. Band 26). Inst. für Orientalistik, Halle 1999.
- als Herausgeber: Morgenländische Altertümer. Studien aus dem Institut für Orientalische Archäologie und Kunst (= Hallesche Beiträge zur Orientwissenschaft. Band 37). Martin-Luther-Univ., Halle 2004, OCLC 61254300.
- als Herausgeber mit Jürgen Tubach: Arms and armour as indicators of cultural transfer. The steppes and the ancient world from Hellenistic times to the early Middle Ages (= Nomaden und Seßhafte. Band 4). Reichert, Wiesbaden 2006, ISBN 3-89500-529-0.

## Weblink
- Lebenslauf und Schriftenverzeichnis auf der Website des Seminars für Orientalische Archäologie und Kunstgeschichte, Martin-Luther-Universität Halle-Wittenberg

## Einzelnachweis
1. ↑  Simone Arnhold: Oben auf und doch im freien Fall. In: Personalratszeitung der Martin-Luther-Universität Halle-Wittenberg, Nr. 1/2022, S. 21.

| Personendaten    | Personendaten                                  |
| ---------------- | ---------------------------------------------- |
| NAME             | Mode, Markus                                   |
| KURZBESCHREIBUNG | deutscher Archäologe und Zentralasien-Forscher |
| GEBURTSDATUM     | 1954                                           |
| GEBURTSORT       | Halle (Saale)                                  |